# Elladan
Elladan es un personaje ficticio perteneciente al legendarium del escritor británico J. R. R. Tolkien y que aparece en su novela El Señor de los Anillos. Es un peredhil o «medio elfo», hijo de Elrond y Celebrían, sobrino de Elros, y nieto, por lo tanto, de Galadriel y Celeborn. Era el hermano gemelo de Elrohir y hermano también de Arwen. Su nombre significa ‘elfo-hombre’, o mejor dicho, ‘elfo-adan’ (singular de «edain»).

## Historia
Elladan nace en el año 130 de la T. E.
Diestro guerrero que vivía con su familia en Rivendel. Cuando una patrulla de orcos secuestró a su madre Celebrían, fueron él y su hermano Elrohir quienes la rescataron, aunque ella perdió desde entonces las ganas de vivir y acabó partiendo hacia los Puertos Grises, dejando a sus tres hijos y esposo en la Tierra Media.
Amigo y compañero de armas de los Montaraces del Norte, ayudó, junto a su hermano, a defender los vestigios de Arnor del Enemigo después de la caída del Reino del Norte.
Durante la Guerra del Anillo, Elladan y su hermano Elrohir cabalgan en la Compañía Gris; los dos hermanos ayudaron a Aragorn en las últimas batallas (incluyendo la Batalla de los Campos del Pelennor), siendo de los pocos representantes de los Elfos (junto a otros como Légolas) en la Guerra, ya que, aunque no lo aclaran los libros, por otros escritos de Tolkien descubrimos que Sauron atacó otros países élficos (como el reino de Thranduil o Lothlórien).
Como su hermana, padre, tío y hermano, podía escoger entre inmortalidad y mortalidad, expresada en si seguiría o no a su padre a Valinor en el momento de su partida al final de la Tercera Edad del Sol. Está explícito que se quedó junto con su hermano en Rivendel por un tiempo, aun después de la partida de su padre, sin embargo viaja posteriormente a los Puertos Grises con Celeborn de los árboles a principios de la Cuarta Edad del Sol.
- Datos: Q7497130